# باله‌دندان‌ها
باله‌دندان‌ها (نام علمی: Polyptychodon) نام یک سرده از خانواده بیش‌خزندگان است.